# Craig Tucker
Craig Tucker is een personage uit de animatieserie South Park. Zijn stem wordt ingesproken door Matt Stone.

## Over Craig
Craig is leerling aan South Park Elementary en is 9 jaar oud. Zijn ouders heten Thomas en Laura Tucker. Hij heeft ook nog een jongere zus, Tricia. De enige 2 dingen waar Craig om geeft, zijn zijn cavia Strip en zijn vriendje Tweek.
Craig heeft vaak de gewoonte om zijn middelvinger op te steken, daarom is hij vaak te zien in het kantoor van Mr. Mackey. Hij heeft een rebels gedrag en doet graag zijn eigen zin. Hij trekt vaak op met Clyde Donovan. Craig draagt meestal een donkerblauwe Anorak en een donkerblauwe muts met flappen en een gele bol. Als hij zijn muts niet op heeft kan je zien dat hij halflang zwart haar heeft. Craig is vooral te zien in de afleveringen Pandemic en Pandemic 2: The Startling, waarin hij blijkt de uitverkorene te zijn die de wereld kan redden van de reuzencavia's.  